# تور آندرائه

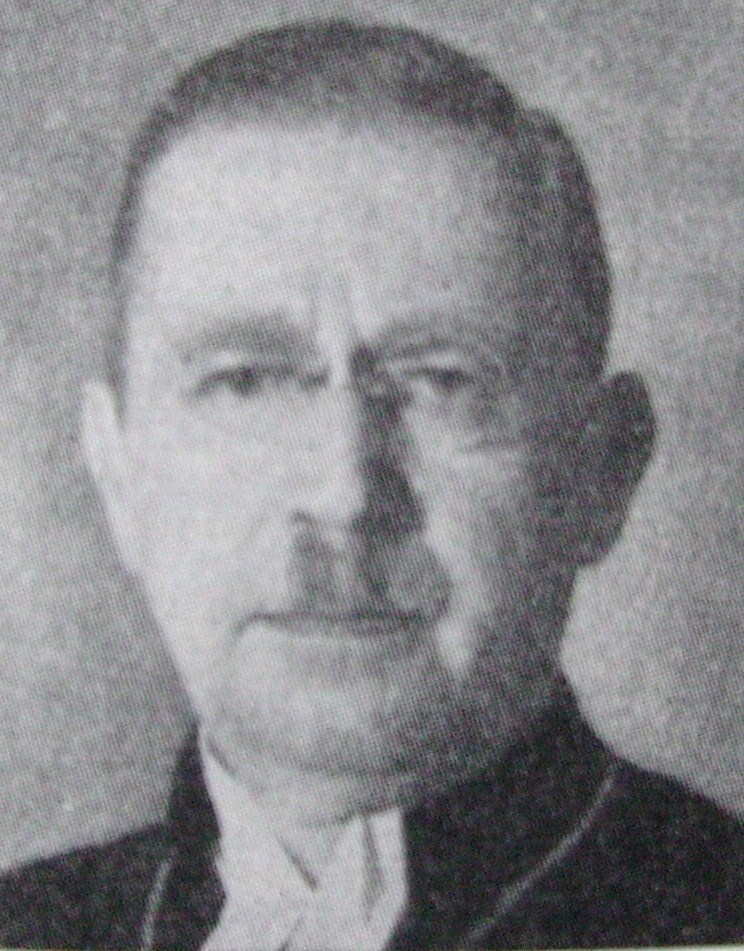
نگارهٔ تور آندرائه، پژوهشگر مقایسه‌ای ادیان

تور جولیوس ایفریم آندرائه (به سوئدی: Tor Julius Efraim Andræ) (متولد ۹ ژولای ۱۸۸۵، مرگ ۲۴ فوریه ۱۹۴۷) پژوهشگر مقایسه‌ای ادیان سوئدی و اسقف لینکپینگ از ۱۹۳۶ بود.
او در خانواده‌ای مذهبی، به دنیا آمد. آندرائه درس الهیات را در دانشگاه اوپسالا خواند تا در ۱۹۱۷ دکترا گرفت. او استاد تاریخ ادیان در کالج دانشگاه استکهلم به سال ۱۹۲۷ شد شد. او به عنوان اسقف لینکپینگ در ۱۹۳۶ منصوب گشت و در همان زمان به طور مختصر وزیر دینی (مربوط به کلیسا) در کابینه اکسل پرسون-برمتورپ (به انگلیسی: Axel Pehrsson-Bramstorp) بود.
آندرائه دانشجو ناتان سودربلوم (به انگلیسی: Nathan Söderblom)، که در ۱۹۳۲ جانشین او در آکادمی سوئد گشت، بود. به عنوان مورخ ادیان، او علاقه ویژه خارج از مذهب، به تاریخ صدر اسلام به ویژه ریشه‌های یهودی و مسیحیت ان و روانشناسی ادیان داشت ولی او همچنین این علاقه‌ها را با مطالعات عرفان صدر اسلام ترکیب می‌کرد.